# Kalež
Kalež (izvedeno od latinskog: calix ) je svečana posuda u kojoj se na misi prinosi žrtveni dar vina. 

## Povijest
U prvim vjekovima kršćanstva kao kalež se potrebljavaju svi oblici kućnih čaša od raznih materijala. Već u 4. stoljeću zabranjeni su drveni, stakleni i koštani kaleži, a papa Grgur Veliki oko 600. g. određuje da kalež mora biti od plemenite kovine. Ovisno o bogatstvu crkava ili darovatelja te o stilskome razdoblju, kaleži su uvijek bili više ili manje ukrašavani. U doba romanike i predromanike ukrasi su veoma često od emajla, a u kasnijim razdobljima to su sitni gravirani ili skulpturalni ornamentni od istoga materijala od kojega je i kalež.